# گرامجان
گرامجان، روستایی است از توابع بخش مرکزی شهرستان چالوس در استان مازندران ایران. با گسترش شهر چالوس اکنون محله‌ای از شهر به شمار می‌آید.

## جمعیت
این منطقه در دهستان کلارستاق شرقی قرار دارد و براساس سرشماری مرکز آمار ایران در سال ۱۳۸۵، جمعیت آن ۱۵۴۹ نفر (۴۳۲خانوار) بوده‌است. مردم بومی گرامجان از قومیت طبری هستند. مردم بومی گرامجان به زبان طبری با گویش چالوسی سخن می‌گویند.